# Typisch Mann!
Typisch Mann! ist eine Fernsehserie des ZDF, die 2004 ausgestrahlt wurde. Ein eben noch erfolgsverwöhnter junger Banker verliert Geld und Job. Als Untermieter muss er sich nun um die Kinder einer Alleinerziehenden kümmern.

## Handlung
Nachdem der bis vor Kurzem sehr erfolgreiche Banker Götz Bentlage Job und Geld verloren hat, muss er sein geliebtes Penthouse räumen und sich nach einer günstigeren Bleibe umsehen. Die alleinerziehende Kindergärtnerin Nina Wolf sucht zufällig und aus Finanznöten einen Untermieter. Götz zieht nicht nur bei ihr ein, gegen einen Mietnachlass übernimmt er auch zähneknirschend Aufgaben im Haushalt und kümmert sich um die lebhaften Kinder Lily und Philip. Zu Beginn kracht es heftig zwischen Götz und Nina, vor allem wenn Götz bei der Mietzahlung säumig ist. Im Verlauf der Serie, zu deren Umfeld auch Götz’ bester Kumpel Puschel und Ninas beste Freundin Christin gehören, kommen sie sich aber näher.

## Schauspieler und Rollen
| Schauspieler           | Rolle         |
| ---------------------- | ------------- |
| Thomas Heinze          | Götz Bentlage |
| Nina Kronjäger         | Nina Wolf     |
| Karoline Schuch        | Lily Wolf     |
| Leonard Carow          | Philip Wolf   |
| Frank Vockroth         | Puschel       |
| Jale Arıkan            | Christin      |
| Wilfried Hochholdinger | Nico          |
| Horst Krause           | Herr Pröpke   |
| Gunda Ebert            | Anja          |
| Lucia Gailová          | Katharina     |
| Martin Glade           | Tom           |
| Reiner Heise           | Herr Kreder   |
| Waldemar Kobus         | Handwerker    |
| Sanne Schnapp          | Katja         |
| Gregor Törzs           | Bodo          |
| Patrick Winczewski     | Sascha        |

## Episoden
| Folge | Titel               | Ausstrahlung      |
| ----- | ------------------- | ----------------- |
| 1     | Der Einzug          | 12. Oktober 2004  |
| 2     | Heimwerker          | 19. Oktober 2004  |
| 3     | Das Gartenfest      | 26. Oktober 2004  |
| 4     | Knocked out         | 2. November 2004  |
| 5     | Das Rendezvous      | 9. November 2004  |
| 6     | Das Allroundtalent  | 16. November 2004 |
| 7     | Das Fenster zum Hof | 23. November 2004 |
| 8     | Der Partyschreck    | 30. November 2004 |
| 9     | Der Mini-Götz       | 7. Dezember 2004  |
| 10    | Eine alte Affäre    | 12. Dezember 2004 |
| 11    | Romeo & Julia       | 21. Dezember 2004 |
| 12    | Frühlingsgefühle    | 21. Dezember 2004 |